# Rajd Madery 2001
Rajd Madery 2001 (42. Rali Vinho da Madeira) – 42. edycja rajdu samochodowego Rajd Madery rozgrywanego w Portugalii. Rozgrywany był od 4 do 6 sierpnia 2001 roku. Była to trzydziesta pierwsza runda Rajdowych Mistrzostw Europy w roku 2001 (rajd miał najwyższy współczynnik – 20) oraz szósta runda Rajdowych Mistrzostw Portugalii. Składał się z 26 odcinków specjalnych.

## Klasyfikacja rajdu
| Miejsce                            | Kierowca                     | Pilot                        | Samochód                     | Czas                         | Strata                       |                              |
| Klasyfikacja generalna i ERC       | Klasyfikacja generalna i ERC | Klasyfikacja generalna i ERC | Klasyfikacja generalna i ERC | Klasyfikacja generalna i ERC | Klasyfikacja generalna i ERC | Klasyfikacja generalna i ERC |
| ---------------------------------- | ---------------------------- | ---------------------------- | ---------------------------- | ---------------------------- | ---------------------------- | ---------------------------- |
| 1.                                 | Adruzilo Lopes               | Luís Lisboa                  | Peugeot 206 WRC              | 2:53:30.1                    | 0.0                          |                              |
| 2.                                 | Miguel Campos                | Carlos Magalhães             | Peugeot 206 WRC              | 2:54:53.1                    | +1:23.0                      |                              |
| 3.                                 | Piero Liatti                 | Carlo Cassina                | Subaru Impreza S5 WRC '99    | 2:55:00.0                    | +1:29.9                      |                              |
| 4.                                 | Andrea Aghini                | Alessandra Materazzetti      | Subaru Impreza S5 WRC '99    | 2:55:00.1                    | +1:30.0                      |                              |
| 5.                                 | Henrik Lundgaard             | Jens-Christian Anker         | Toyota Corolla WRC           | 2:55:13.5                    | +1:43.4                      |                              |
| 6.                                 | Rui Madeira                  | Fernando Prata               | Ford Focus RS WRC '01        | 2:55:31.2                    | +2:01.1                      |                              |
| 7.                                 | Pedro Matos Chaves           | Sérgio Paiva                 | Toyota Corolla WRC           | 2:56:20.8                    | +2:50.7                      |                              |
| 8.                                 | Cédric Robert                | Marie-Pierre Billoux         | Peugeot 206 WRC              | 2:56:37.1                    | +3:07.0                      |                              |
| 9.                                 | Vítor Sá                     | Ornelas Camacho              | Subaru Impreza S6 WRC '00    | 2:58:02.9                    | +4:32.8                      |                              |
| 10.                                | Enrico Bertone               | Claudio Vischioni            | Peugeot 306 Maxi             | 2:59:40.6                    | +6:10.5                      |                              |
| Klasyfikacja mistrzostw Portugalii |                              |                              |                              |                              |                              |                              |
| 1.                                 | Adruzilo Lopes               | Luís Lisboa                  | Peugeot 206 WRC              | 2:53:30.1                    | 0.0                          |                              |
| 2.                                 | Miguel Campos                | Carlos Magalhães             | Peugeot 206 WRC              | 2:54:53.1                    | +1:23.0                      |                              |
| 3.                                 | Piero Liatti                 | Carlo Cassina                | Subaru Impreza S5 WRC '99    | 2:55:00.0                    | +1:29.9                      |                              |
| 4.                                 | Andrea Aghini                | Alessandra Materazzetti      | Subaru Impreza S5 WRC '99    | 2:55:00.1                    | +1:30.0                      |                              |
| 5.                                 | Rui Madeira                  | Fernando Prata               | Ford Focus RS WRC '01        | 2:55:31.2                    | +2:01.1                      |                              |
| 6.                                 | Pedro Matos Chaves           | Sérgio Paiva                 | Toyota Corolla WRC           | 2:56:20.8                    | +2:50.7                      |                              |
| 7.                                 | Vítor Sá                     | Ornelas Camacho              | Subaru Impreza S6 WRC '00    | 2:58:02.9                    | +4:32.8                      |                              |